# Northwest Airlines
Північно-західні авіалінії (англ. Northwest Airlines, Inc., NWA) — американська авіакомпанія зі штаб квартирою в м. Іган, штат Міннесота, США, недалеко від Міжнародного аеропорту Міннеаполіс/Сент-Пол. 29 жовтня 2008 NWA була придбана іншою авіакомпанією Delta Air Lines, що після остаточного злиття авіакомпаній і переформування маршрутів планує стати найбільшим авіаперевізником в світі. 31 січня 2010 року NWA припинила своє існування  [Архівовано 24 вересня 2009 у Wayback Machine.].

## Авіаподії і нещасні випадки
- 16 серпня 1987 року, рейс 255 Столичний аеропорт Детройт округу Уейн — Аеропорт Санта-Ана імені Джона Уейна з проміжною посадкою в Міжнародному аеропорту Фенікс Скай-Харбор. Літак McDonnell Douglas MD-82, реєстраційний номер N312RC. При виконанні зльоту з невипущеними закрилками і передкрилками з злітно-посадкової смуги Столичного аеропорту Детройта літак втратив швидкість і розбився за межами ЗПС. З 155 осіб на борту вижила одна чотирирічна дівчинка. До катастрофи призвела помилка екіпажу, не який перевірив перед зльотом положення закрилків і предкрилків. А також відсутність електричної напруги в системі попередження про готовність до зльоту, яке було викликано свідомим відключенням електричного запобіжника в ланцюзі Central Aural Warning System (CAWS[en]).